# Вимпассинг-им-Шварцатале
Вимпассинг-им-Шварцатале (нем. Wimpassing im Schwarzatale) — ярмарочная коммуна (нем. Marktgemeinde) в Австрии, в федеральной земле Нижняя Австрия. 
Входит в состав округа Нойнкирхен.  Население составляет 1877 человек (на 31 декабря 2005 года). Занимает площадь 2,07 км². Официальный код  —  31846.

## Политическая ситуация
Бургомистр коммуны — Вальтер Яйтлер (СДПА) по результатам выборов 2010 года.
Совет представителей коммуны (нем. Gemeinderat) состоит из 19 мест.
- СДПА занимает 16 мест.
- АНП занимает 2 места.
- АПС занимает 1 место.